# Травма спинного мозку
Травма спинного мозку — це пошкодження спинного мозку внаслідок зовнішнього механічного впливу, що викликає тимчасові або постійні зміни його функцій: втрату рухової функції та м'язової активності, порушення чутливості або вегетативних функцій в частинах тіла, що інервуються (функціонально обслуговуються) спинним мозком, зазвичай, нижче рівня травми. Травма може виникнути на будь-якому рівні спинного мозку і може викликати повне пошкодження, та цілковиту втрату відчуттів і функцій м'язів; або неповне, коли ще деякі нервові сигнали здатні пройти повз травмовану ділянку спинного мозку. Залежно від локалізації та тяжкості пошкодження симптоми різняться, від затерплості до паралічу та нетримання сечі. Довгострокові результати також варіантні — від повного одужання до постійної тетраплегії (квадриплегії) або параплегії. Ускладнення можуть включати атрофію м'язів, пролежні, інфекції та проблеми з диханням через параліч чи парез дихальної мускулатури.
У більшості випадків пошкодження спинного мозку є наслідком фізичної травми, наприклад, автомобільної аварії, вогнепального поранення, падіння або спортивної травми, але воно може бути й наслідком немеханічних причин, таких як зараження, недостатнє кровопостачання та пухлини. Трохи більше половини травм припадають на шийний відділ хребта, тоді як 15 % — на кожен з відділів, а саме: грудний, межу між грудним та поперековим, та окремо поперековий відділ хребта. Діагностика, як правило, ґрунтується на неврологічному обстеженні та медичній візуалізації.
Профілактика та лікування
Профілактичні заходи щодо травм спинного мозку включають:
- індивідуальні заходи, такі як використання техніки безпеки,
- суспільні заходи, такі як правила безпеки в спорті та дорожньому русі, та
- вдосконалення обладнання.

Лікування травми спинного мозку починається з імобілізації (обмеження рухів хребта) та підтримки адекватного артеріального тиску. Кортикостероїди згідно з останніми дослідженнями, з точки зору доказової медицини, не виявились корисними. Інші методи лікування залежать від місця та ступеню травми та коливаються від постільного режиму до оперативного втручання. У багатьох випадках травми спинного мозку потребують тривалої фізичної реабілітації та ерготерапії, особливо у випадках, коли внаслідок пошкоджень різко знижується якість життя й неможлива звична щоденна активність.
Кількість травмованих осіб є досить високою навіть у розвинених країнах. Наприклад, у США щороку травмує спинний мозок близько 12 000 осіб. Найбільш ураженою групою є молоді чоловіки. З середини 20 століття досягнуто великого прогресу в лікуванні спинальних травм. Сучасні інноваційні підходи включають імплантацію стовбурових клітин, спеціальні матеріали для підтримки тканин, епідуральну стимуляцію спинного мозку та роботизовані екзоскелети.

## Класифікація
Пошкодження спинного мозку може бути травматичним або нетравматичним, і може бути розділене на три типи, залежно від причини:
- дія механічних сил,
- дія токсичних агентів
- ішемічне пошкодження (через відсутність нормального кровообігу).[11]

Пошкодження також можна розділити на первинні та вторинні: при первинному пошкодженні загибель клітин настає негайно, а біохімічні реакції, які ініціюються первинним пошкодженням, спричиняють подальше ураження тканин. Ці шляхи вторинної травми включають каскадні ішемічні порушення, запалення, набряк, апоптоз клітин та дисбаланс нейромедіаторів. Вони можуть відбуватися протягом декількох хвилин або тижнів після травми.
На рівні кожного хребця спинномозкові нерви відгалужуються з обох боків спинного мозку і виходять між парою хребців, щоб іннервувати (обслуговувати) конкретну частину тіла. Ділянка шкіри, іннервована специфічним спинальним нервом, називається дерматомом, а група м'язів, іннервована одним спінальним нервом, називається міотомом. Частина спинного мозку, яка була пошкоджена, відповідає спинним нервам цього рівня й нижче.
Відповідно до рівня ураження травми поділяють на
- шийні (С1 — С8),
- грудні (Т1 — Т12),
- поперекові (L1 — L5),[13]
- та крижові (S1 — S5).

Рівнем травми вважають найнижчий рівень повного відчуття та довільної м'язової активності. Параплегія (параліч ніг) виникає при грудних, поперекових або крижових травмах, а тетраплегія — при пошкодженні шийного відділу.
Спинномозкові травми також класифікуються за ступенем порушення. Міжнародні стандарти неврологічної класифікації травм спинного мозку (ISNCSCI), опубліковані Американською асоціацією травм хребта (ASIA), широко використовуються для документування сенсорних та рухових порушень після травм спинного мозку. Вони ґрунтуються на неврологічних реакціях, дослідженні тактильної (дотик) та больової (укол голкою) чутливості, перевірених у кожному дерматомі, та сили м'язів відповідних міотомів.
Сила м'язів оцінюється за шкалою 0–5 відповідно до таблиці праворуч, а відчуття оцінюються за шкалою від 0 до 2:
- 0 — немає відчуття,
- 1 — змінене або зменшене відчуття,
- 2 — повне відчуття.[16]

Кожна сторона тіла оцінюється незалежно.
| Сила м'язів | Сила м'язів                                                     | Рівень | Рівень |
| Рівень      | Функція м'язів                                                  | Рівень | Опис |
| ----------- | --------------------------------------------------------------- | ------ | --- |
| 0           | Немає скорочення м'язів                                         | А      | Повне пошкодження. Жодна рухова або сенсорна функція не зберігається в крижових сегментах S4 або S5. |
| 1           | Посмикування (мерехтіння) м'язів (фасцікуляції)                 | Б      | Сенсорне неповне. Сенсорна (на відміну від моторної) функція, зберігається нижче рівня травми, включаючи крижові сегменти.                                                                                          |
| 2           | Повний діапазон руху, якщо сила тяжіння усунена (скомпенсована) | С      | Неповне ураження моторної функції. Рухова функція зберігається нижче рівня травми, і більше половини випробовуваних м'язів нижче рівня травми мають м'язову силу менше 3 балів (див. Оцінки м'язової сили ліворуч). |
| 3           | Повний діапазон руху проти сили тяжіння                         | D      | Неповне ураження моторної функції. Рухова функція зберігається нижче рівня травми, і принаймні половина ключових м'язів нижче рівня неврологічного рівня має м'язову силу 3 і більше балів                          |
| 4           | Повний діапазон руху проти опору                                | Е      | Нормальний. На момент огляду немає ні моторного ні сенсорного дефіциту, але дефіцит існував раніше. |
| 5           | Нормальна міцність                                              |        | |

### Повні та неповні травми
|             | Повна  | Неповна |
| Тетраплегія | 18,3 % | 34,1 %  |
| Параплегія  | 23,0 % | 18,5 %  |

При повній травмі хребта втрачаються всі функції нижче травмованої ділянки, незалежно від того, розірваний спинний мозок чи ні. Неповна травма спинного мозку передбачає збереження рухової або сенсорної функції нижче рівня травми спинного мозку. Щоби травма була розцінена як неповна, необхідне хоча б часткове збереження чутливості й довільного руху в ділянках, що інервуються, S4-S5,, наприклад, довільне скорочення зовнішнього анального сфінктерa. Нерви в цій області з'єднані з найнижчою областю спинного мозку, і збереження відчуття та функціонування в цих частинах тіла свідчить про те, що спинний мозок лише частково пошкоджений. Неповна травма за визначенням включає феномен, відомий в англомовних країнах як Sacral sparing (буквально, «крижової збереженості» або «сакральної ощадності»): певна ступінь відчуття зберігається в крижових дерматомах, навіть якщо відчуття погіршені в інших, більш високих дерматомах нижче рівня ураження. Це пояснюється тим, що крижові спинальні шляхи більш глибоко залягають у середині спинного мозку й тому часто залишаються неушкодженими при травмі.

### Травма спинного мозку без рентгенографічних феноменів
Про травму спинного мозку без рентгенографічної патології говорять, коли в є факт травми в анамнезі, але на рентгенограмах дані за травму хребта відсутні. Травма хребта — це пошкодження, при якому виникає перелом хребців, або нестабільність зв'язок у хребті; при цьому не обов'язково буде травма спинного мозку. На даний час ознаки травми можуть виявлятися на магнітно-резонансній томографії (МРТ). Але сам цей термін був введений до широкого використання МРТв клінічній практиці.

### Синдром центромедулярного ураження

Неповне ураження спинного мозку: синдром центромедулярного ураження (вгорі), синдром переднього рогу (посередині) та синдром Брауна-Секара (знизу).

Синдром центромедулярного ураження майже завжди є наслідком пошкодження шийного відділу спинного мозку й характеризується слабкістю в руках з відносною збереженістю ніг і пошкодженням чутливості в ділянках, що інервуються крижовими сегментами. Втрачається відчуття болю, температури, легкого дотику та тиску нижче рівня травми. Спинальні провідні шляхи, які обслуговують руки, більше уражені через центральне розташування їх у спинному мозку, в той час як кортикоспінальні волокна (шляхи від кори lat. cortex), призначені для ніг, збережені через своє зовнішнє розташування. Найбільш поширений із неповних синдромів спинальної травми, синдром центромедулярного ураження, як правило, є наслідком гіперекстензії шиї (через запрокидування голови) у людей похилого віку зі стенозом хребта. У молодших людей він навпаки, частіш є результатом згинання шиї. Найпоширеніші причини — падіння та ДТП; однак інші можливі причини включають спинальний стеноз та пошкодження спинного мозку пухлиною чи килою міжхребцевого диску.

### Синдром переднього рогу
Внаслідок пошкодження мозку або зменшення кровопостачання передньою спинномозковою артерією може виникати синдром переднього рогу. Він зазвичай викликаний переломами, вивихами хребців або килою диску. Нижче рівня травми втрачаються, рухові функції, больові та температурні відчуття, а відчуття дотику та пропріоцепції (почуття положення в просторі) залишаються неушкодженими. Ці відмінності пояснюються відносним розташуванням спинальних трактів, що відповідають кожен за свій тип функції.

### Синдром Брауна-Секара
Синдром Браун-Секара (Brown-Séquard syndrome рос — см Броун-Секара) виникає, коли спинний мозок з одного боку травмований набагато більше, ніж з іншого. Насправді рідко коли спинний мозок може бути дійсно чітко наполовину пошкоджений (перетнутий з однієї сторони), натомість часткові ураження через проникаючі рани (наприклад, вогнепальні чи ножові), або переломи хребців та пухлини досить поширені. На іпсилатеральній (на тій самій) стороні від травми організм втрачає рухову функцію, пропріоцепцію, вібраційні та тактильні відчуття вібрації й дотику. На контралатеральній (протилежній від травми стороні) спостерігається втрата болю та температурних відчуттів.

### Синдром заднього канатика
Синдром заднього канатика, при якому уражаються лише дорсальні канатики спинного мозку, зазвичай спостерігається у випадках хронічної мієлопатії, але може виникати і при інфаркті задньої спинномозкової артерії. Цей рідкісний синдром викликає втрату пропріоцепції та відчуття вібрації нижче рівня травми тоді як рухова функція та відчуття болю, температури та дотику залишаються неушкодженими. Найчастіше, пошкодження задніх канатиків є наслідком таких станів, як захворювання або дефіцит вітамінів, а не травми. При tabes dorsalis (спинна сухотка) ураження задньої частини спинного мозку, спричинене сифілісом, призводить до втрати дотику та пропріоцептивного відчуття.

### Синдроми медулярного конуса та кінського хвоста
Синдром медулярного конуса (conus medullaris) виникає при травмі конусоподібного нижнього краю спинного мозку, розташованого приблизно між T12 і L2 хребців у дорослих. Цей регіон містить спинальні сегменти S4 — S5, які відповідають за роботу кишки, сечового міхура та деяких статевих функцій, тому, відповідно, вони можуть бути порушені при цьому типі травми. Крім того, чутливість та ахілів рефлекс можуть також зникати чи погіршуватися. Причини виникнення синдрому медулярного конуса включають пухлини, механічну травму та ішемію.
Синдром кінського хвоста (cauda equina) — результат ураження нижче рівня, на якому від спинного мозку відходять останні корінці, тобто, на рівнях L2 — S5, а це значно нижче медулярного конуса. Таким чином, це не справжній синдром спинного мозку, оскільки пошкоджені нервові корінці, а не тканина мозку, проте це відбувається ще в межах спинномозкового каналу хребта до виходу корінців з нього. Синдром може виникнути сам по собі або разом із синдромом медулярного конуса.
Прояви синдрому кінського хвоста:
- біль у спині,
- слабкість або параліч нижніх кінцівок,
- втрата чутливості,
- дисфункція кишки та сечового міхура
- втрата рефлексів.[35]

На відміну від синдрому медулярного конуса, прояви синдрому кінського хвоста часто виникають лише на одній стороні тіла. Причина появи синдрому — механічне здавлення, наприклад, міжхребцевим диском чи пухлиною. Оскільки нерви, пошкоджені при синдромі кінського хвоста, — це насправді периферичні нерви вже відгалужені від спинного мозку, травма має кращий прогноз на відновлення функції, адже периферична нервова система має більшу здатність до загоєння, ніж центральна нервова система.

## Ознаки та симптоми
| Рівень     | моторні функції |
| ---------- | --- |
| С1 — С6    | Інервація згиначів шиї |
| С1 — Т1    | Інервація розгиначів шиї |
| С3, С4, С5 | Інервація діафрагми (переважно C4) |
| С5, С6     | Рухи плеч, підняття руки (цельтоподібний м'яз); згинання в лікті (біцепс плеча)                                                                 |
| С6         | Обертання руки в плечовому суглобі назовні (супінація)                                                                                          |
| С6, С7     | Розгиначі ліктя й зап'ястя (трицепс та розгиначі зап'ястя); пронатори зап'ястя (обертання досередини)                                           |
| С7, Т1     | Інервація згиначів зап'ястя й дрібних м'язів кисті                                                                                              |
| Т1 — Т6    | Міжреберні нерви та нерви тулуба вище талії |
| T7 — L1    | М'язи живота |
| L1 — L4    | Згинання стегна |
| L2, L3, L4 | Аддукція (приведення) стегна; розгинання ноги в коліні (чотириголовий м'яз)                                                                     |
| L4, L5, S1 | Абдукція (відведення стегна; Згинання ноги в коліні (колінному суглобі)); дорзальна флексія стопи (m. tibialis anterior); Розгиначі пальців ніг |
| L5, S1, S2 | Розгинання стегна (m. gluteus maximus); Підошовне згинання стопи й згинання ніг у колінних суглобах (m. biceps femoris)                         |

Ознаки та симптоми різняться залежно від локалізації й ступеню травми. Зокрема, окрім повної втрати чутливості можлива поява парестезій — відчуття поколювання або печії на уражених дерматомах. Людина з порушенням свідомості може виявити реакцію на болісний подразник вище певної точки, але не нижче неї. Окрім повного паралічу й знерухомленості в ушкоджених міотомах може виникати підвищений тонус і готовність до спазмування (т. зв. спастичність) чи парези (неповна втрата довільної рухової активності). Спинальний шок, втрата нервової активності, включаючи рефлекси нижче рівня травми, настає незабаром після травми і зазвичай проходить протягом доби. Пріапізм, ерекція статевого члена може бути ознакою гострої травми спинного мозку.
Конкретні частини тіла, які постраждали від втрати функції, визначаються рівнем травматизму. Деякі ознаки, такі як дисфункція кишки та сечового міхура, можуть виникати на будь-якому рівні. Нейрогенний сечовий міхур передбачає порушену здатність спорожнюватися й є поширеним симптомом травми спинного мозку. Це може призвести до високого тиску в сечовому міхурі й пошкодження нирок.

### Попереково-крижовий відділ
Наслідки травм у поперековій або крижовій ділянках спинного мозку включають зниження або втрату контролю ніг, сечостатевої системи та заднього проходу. Люди, які отримали травми нижче рівня L2, все ще можуть використовувати свої згиначі стегна та розгиначі колін. Функція кишки і сечового міхура регулюється крижовою областю. Зазвичай спостерігається сексуальна дисфункція після травми, а також дисфункція кишечника та сечового міхура, включаючи нетримання калу та сечі.

### Грудний відділ
Травма на рівні грудного відділу вражає м'язи тулуба. Травми на рівні від T1 до T8 призводять до неможливості контролювати м'язи живота, що впливає на рівновагу тулуба. Чим нижчий рівень травми, тим менш масштабні її наслідки. Травми від Т9 до Т12 призводять до часткової втрати контролю м'язів тулуба та живота. Травма грудного відділу хребта призводить до параплегії, але на функції рук і шиї вона не впливає.
Стан, який зазвичай виникає при ураженнях вище рівня Т6 — гостра вегетативна дисфункція, при якій артеріальний тиск зростає до небезпечних рівнів, достатньо високих, щоб викликати потенційно смертельний інсульт. Це є наслідком надмірної реакції системи на такий стимул, як біль нижче рівня травми, позаяк гальмівні сигнали від мозку не можуть пройти рівень ураження й зменшити збудження симпатичної нервової системи. Ознаками та симптомами гострої вегетативної дисфункції є тривога, головний біль, нудота, дзвін у вухах, погіршення зору, гіперемія та закладеність носа. Це може статися одразу після травми чи пізніше.
Також можуть бути порушені й Інші вегетативні функції. Наприклад, проблеми з терморегуляцією в основному виникають при травмах на рівні Т8 і вище. Іншим серйозним ускладненням, яке може бути наслідком ураження вище Т6, є нейрогенний шок, який є наслідком перериву симпатичних шляхів, відповідальних за підтримку м'язового тонусу в судинах. Без симпатичної інервації судини розслабляються і розширюються. Нейрогенний шок викликає небезпечно низький кров'яний тиск, брадикардію і згущення крові в кінцівках, що призводить до недостатнього припливу крові до спинного мозку і, часто, до його подальшого пошкодження.

### Шийний відділ
Травми спинного мозку на шийному рівні призводять до повної або часткової тетраплегії (також її називають квадриплегією). Залежно від конкретного місця розташування та тяжкості травми обмежена функція може зберігатися. Також при травмах шийного відділу відзначаємо сповільнення серцевого ритму артеріальний тиск, проблеми терморегуляцією та порушення функції дихання. Якщо травма на шиї досить висока й задіює дихальну мускулатуру, людина не може дихати без допомоги ендотрахеальної трубки та апаратної вентиляції.
| Рівень  | Рухова функція                                                | Дихальна функція                                                        |
| ------- | ------------------------------------------------------------- | ----------------------------------------------------------------------- |
| C1 — C4 | Повний параліч кінцівок                                       | Дихання неможливе без ШВЛ                                               |
| С5      | Параліч зап'ястя, рук і трицепсів                             | Утруднений кашель, може знадобитися допомога в дренажі дихальних шляхів |
| С6      | Параліч згиначів зап'ястя, трицепсу, рук                      | Утруднений кашель, може знадобитися допомога в дренажі дихальних шляхів |
| C7 — C8 | Деяка слабкість м'язів рук, утруднення хапання й розслаблення | Утруднений кашель, може знадобитися допомога в дренажі дихальних шляхів |

### Ускладнення
Ускладнення травм спинного мозку включають набряк легенів, дихальну недостатність, нейрогенний шок та параліч нижче місця пошкодження.
В довгостроковій перспективі втрата м'язової функції може мати додаткові наслідки, включаючи атрофію м'яза. Нерухомість може призвести до пролежнів, що вимагає запобіжних заходів, таких як додаткова подушка та повороти в ліжку кожні дві години (у гострих умовах) для зняття тиску. В довгостроковій перспективі люди в інвалідних візках повинні періодично змінюватися для зменшення тиску на тканини. Іншим ускладненням є больові симптоми, такі як ноцицептивний біль (що вказує на потенційне або фактичне пошкодження тканин) та невропатичний біль, коли уражені нерви передають помилкові больові сигнали за відсутності шкідливих подразників. Спастичність, неконтрольоване напруження м'язів нижче рівня травми, виникає у 65–78 % в пізньому періоді. Це є наслідком браку гальмівної імпульсації з мозку, яка гасить реакцію м'язів на розтягуючі рефлекси. Це лікується фармакологічно та за допомогою лікувальної фізкультури. Спастичність збільшує ризик контрактур (механічного вкорочення м'язів, сухожиль або зв'язок, які є наслідком недостатнього використання кінцівки); цю проблему можна запобігти, рухаючи кінцівками активно чи навіть пасивно в повному діапазоні руху кілька разів на день. Ще однією проблемою, яка може бути викликана недостатньою рухливістю, є остеопороз. Втрата щільності кісткової тканини, яка, як вважають, відбувається через погіршення помпової функції ослаблених або паралізованих м'язів, може збільшити ризик переломів. І навпаки, недостатньо зрозумілим явищем є переростання кісткової тканини в області м'яких тканин, що називається гетеротопічним окостенінням. Це відбувається нижче рівня травми, можливо внаслідок запалення, й трапляється в клінічно значущій мірі у 27 % людей.

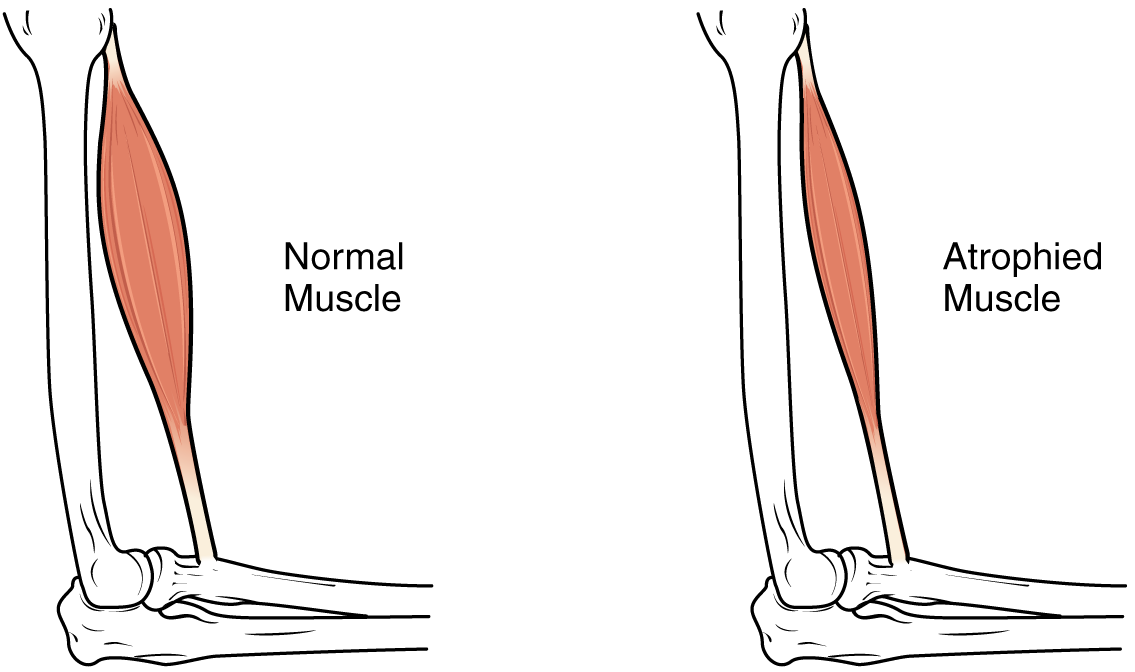
М'язова маса зменшується у міру атрофії й бездіяльності м'язів

Особи зі спінальною травмою мають особливо високий ризик виникнення дихальних та серцево-судинних проблем, тому персоналу лікарні треба бути особливо уважним. В першу чергу респіраторні проблеми (особливо пневмонія) є головною причиною смерті хворих, в другу — інфекції, як правило, через пролежні, а також інфекції сечовивідних шляхів та респіраторні інфекції. Пневмонія може супроводжуватися задишкою, лихоманкою та занепокоєнням.
Іншою потенційно смертельною загрозою дихання є тромбоз глибоких вен, при якому кров утворює тромб (згусток) у нерухомих кінцівках, який може відірватися й викликати тромбоемболію легеневої артерії Такий тромбоз є особливо частим при спинальній травмі, особливо протягом перших10 днів після неї, й виникає у понад 13 % пацієнтів. Профілактичні заходи включають антикоагулянти, баро-костюми та пасивні рухи кінцівок пацієнта. Звичайні ознаки та симптоми тромбозу глибоких вен та легеневої емболії можуть бути замасковані у випадках ІХС.
Інфекція сечовивідних шляхів — це ще один ризик, який може не проявляти звичних симптомів (біль, терміновість та частота); натомість може бути пов'язаним із погіршенням спастичності. Ризик виникнення інфекції сечовивідних шляхів, ймовірно, найпоширенішого ускладнення в довгостроковій перспективі, збільшується за рахунок використання постійних сечових катетерів. Катетеризація може бути необхідною, оскільки інфекція перешкоджає здатності сечового міхура спорожнюватися, коли він переповнюється, що може викликати вегетативну дизрефлексію або пошкодити сечовий міхур назавжди. Використання переривчастої катетеризації для спорожнення сечового міхура через регулярні проміжки протягом дня зменшило смертність від ниркової недостатності в розвинених країнах, але це все ще серйозна проблема в країнах, що розвиваються.
За оцінками, 24–45 % пацієнтів зі спинальними травмами страждають на депресію, а рівень самогубств у шість разів більший, ніж у решти населення. Ризик самогубства найгірший у перші п'ять років після травми. У молодих людей з травмою спинного мозку самогубство є головною причиною смерті. Депресія пов'язана з підвищеним ризиком виникнення інших ускладнень, таких як інфекції сечовивідних шляхів і пролежні.

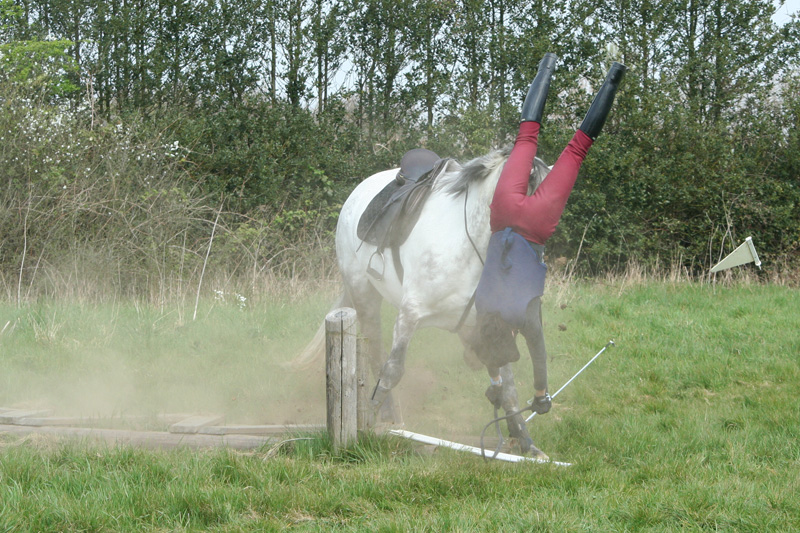
Падіння на відпочинку чи під час занять спортом може спричинити травму спинного мозку.

Травми спинного мозку найчастіше викликані фізичною травмою при таких рухах як: гіперфлексія (рух голови вперед); гіперекстензія (рух назад); бічний рух; обертання голови; компресія (сила вздовж осі хребта вниз від голови або вгору від таза); або розтягнення. Механічна травма може призвести до контузії, здавлення або розтягнення. Такі пошкодження досить часті при багатьох видах перелому хребців. Попередньо безсимптомні вроджені аномалії хребців можуть спричинити великий неврологічний дефіцит, наприклад, геміпарез, внаслідок навіть незначної травми.
У США автомобільні аварії є найбільш частою причиною спинальних травм; На другому місці — падіння з висоти, далі йдуть насильство, наприклад, вогнепальні поранення, потім — спортивні травми. У деяких країнах падіння з висоти зустрічаються частіше, ніж аварії транспортних засобів і стають головною причиною спінальних травм ІСН. Частота травм спинного мозку, пов'язаних із насильством, сильно залежить від місця та часу. З усіх пов'язаних зі спортом спинальних травм найпоширенішою причиною є стрибки в неглибокі водойми; Зимові та водні види спорту кількісно зростають як причини, в той час як футбол та батут — зменшуються. Повішення при спробах самогубства може спричинити травми шийного відділу хребта. Військові конфлікти також статистично пов'язані зі збільшенням рівня травм спинного мозку. Ще однією можливою причиною є ятрогенна травма, спричинена неправильно проведеною медичною процедурою, такою як ін'єкція в хребетний стовп.
Спінальні порушення також можуть мати й нетравматичне походження й становити від 30 до 80 %; відсоток залежить від місцевості, зусиль щодо запобігання травм. Розвинені країни мають більш високий відсоток спинальних порушень, викликаних дегенеративними станами та пухлинами, ніж країни, що розвиваються. У розвинених країнах найпоширенішою причиною нетравматичних спинальних порушень є дегенеративні захворювання, за якими слідують пухлини; у багатьох країнах, що розвиваються, провідною причиною є такі інфекції, як ВІЛ та туберкульоз. Спинномозкові порушення можуть виникати при захворюваннях міжхребцевих дисків та судинних захворюваннях спинного мозку. Спонтанна кровотеча може виникати всередині або поза оболонами спинного мозку й гематома може здавлювати спинний мозок, що може також трапитися й при килі міжхребцевого диску. Пошкодження може бути наслідком дисфункції кровоносних судин, як при артеріовенозній мальформації, або коли тромб потрапляє в кровоносну судину і припиняє кровопостачання спинного мозку. Коли системний кров'яний тиск падає, приплив крові до спинного мозку може бути зменшений, що може також спричинити втрату відчуттів і довільних рухів у відповідних міотомах Вроджені аномалії та пухлини, що стискають спинний мозок, також можуть бути причиною спинальних порушень, як і спондилез та ішемія. Розсіяний склероз — це захворювання, яке може пошкодити спинний мозок, як і інфекційні або запальні стани, такі як туберкульоз, оперізуючий герпес або простий герпес, менінгіт, мієліт та сифіліс.

## Профілактика
Заходи, пов'язані з транспортними засобами, включаючи суспільні та індивідуальні зусилля для зменшення водіння під впливом наркотиків та алкоголю, недопущення відволікання водія від керування автомобілем та водіння в невиспаному стані. Інші зусилля включають підвищення безпеки дорожнього руху (наприклад, позначення небезпек на дорозі та покращення освітлення) та безпеку транспортних засобів, як для запобігання аварій (таких як регулярне технічне обслуговування та антиблокувальні гальма), так і для зменшення шкоди від аварій (таких як підголовники, подушки безпеки, ремені безпеки та дитячі захисні сидіння). Падіння можна запобігти внесенням певних конструктивних змін таких як матеріали, що не ковзають, та поручні у ваннах та душових, поручні для сходів, захисні грати для вікон. Вогнепальних поранень, можна запобігти навчанням з розв'язання конфліктів, навчальними кампаніями з безпеки зброї та конструктивним змінам у зброї (наприклад, додатковими замками на спускових гачках) для підвищення їх безпеки. Спортивні травми можна запобігти змінами до спортивних правил, новим безпечним обладнанням та просвітницькими кампаніями з метою зменшення ризикованих вчинків, таких як занурення у воду невідомої глибини.

## Діагностика
Про підозру на травму спинного мозку можна говорити, якщо ми бачимо, зокрема, в першу чергу параліч, втрату чутливості або обидва ці симптоми на будь-якому рівні. Також може виникати нетримання сечі.
Рентгенографічна оцінка за допомогою рентгенографії, КТ або МРТ може визначити, чи є пошкодження хребта й де вони локалізуються. Найбільш доступними зазвичай є рентгенівські знімки, які можуть виявити нестабільність або нерівність спинного стовпа, але не дають дуже детальних зображень і можуть пропустити травми спинного мозку або зміщення зв'язок або дисків. Таким чином, коли результати рентгенографії є нормальними, але спинальну травму все ще підозрюють через біль або симптоми випадіння чутливості чи рухів, використовують КТ або МРТ. КТ дає більше деталей, ніж звичайна рентгенографія, але більше опромінює пацієнта, й до того ж, усе ще не дає зображень спинного мозку й міжхребцевих зв'язок. МРТ найбільш детально показує структури тіла і є стандартом при виявленому неврологічному дефіциті.
Неврологічні обстеження, що допомагають визначити ступінь порушення, проводяться спочатку та повторно на ранніх стадіях лікування. Це визначає швидкість поліпшення або погіршення стану та інформує про лікування та прогноз. Наведена вище шкала знецінення ASIA використовується для визначення рівня та тяжкості травми.

## Етапи лікування

### Догоспітальне лікування

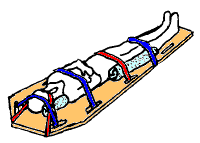
Обмеження руху хребта з довгою спинальною дошкою

На першому етапі при підозрі на травму спинного мозку всі заходи спрямовують на базову підтримку життєдіяльності та запобігання подальшого травмування: звільнення дихальних шляхів, самого дихання та кровообігу, обмеження подальшого руху хребта. У надзвичайних ситуаціях більшість людей, які піддаються силам, що викликають спинальні травми, розглядаються як особи, що вже мають нестабільність у спинному стовпі та імобілізують їм хребет (обмежують рух хребта), щоби запобігти пошкодженню (або подальшому пошкодженню) спинного мозку. Травми або переломи в області голови, шиї або таза, а також проникаючі травми біля хребта та падіння з висоти превентивно вважаються як такі, що вже мають нестабільність хребта, поки це не буде виключено в лікарні. Швидкісні аварії транспортних засобів, спортивні травми, голови або шиї, та травми при пірнанні — це інші механізми, які вказують на високий ризик спінальної травми. Бажана також імобілізація хребта у пацієнтів із порушеннями свідомості при травмах голови, оскільки травми голови та хребта досить часто співіснують.
На шию накладається жорсткий шийний комір, а голова тримається з блоками з обох боків, тіло фіксується до спеціального спинального щита. При наявності додаткових фіксуючих і витягуючих пристроїв, застосовують їх для більш безпечного транспортування Водночас доведено, що використання шийного комірця збільшує смертність у випадках проникаючих травм, і тому в таких випадках зазвичай не рекомендується.

Ківшеві носилки. Використовуються для транспортування постраждалих зі спинномозковими травмами

Якщо пацієнт повністю в свідомості й не перебуває під впливом наркотиків чи алкоголю, не проявляє неврологічного дефіциту, не має болю в шиї та інших симптомів травми, імобілізація хребта не потрібна
Якщо після травми виникає нестабільність хребта, пошкодження спинного мозку стає досить імовірним. Від 3 до 25 % спинальних порушень виникає не під час первинної травми, а пізніше під час лікування або транспортування. Тому правильна імобілізація важлива. Також при транспортуванні слід приділяти увагу терморегуляції травмованого й у холодну пору року можуть знадобитися зігріваючі ковдри.

### Стаціонарне лікування в ранній період
Первинна допомога в лікарні, як і в умовах догоспітальної терапії, спрямована на забезпечення прохідності дихальних шляхів, забезпечення функції дихання, серцево-судинної системи та імобілізацію (обмеження рухів) хребта. Обстеження можуть зачекати, якщо необхідна екстрена операція для лікування наслідків інших небезпечних для життя травм. Гостра спінальна травма потребує лікування в реанімації, особливо травми шийного відділу. Особи зі спінальною травмою потребують повторних неврологічних оглядів та лікування нейрохірургами. Пацієнта треба зняти зі спинальної імобілізуючої дошки якомога раніше, щоб запобігти ускладненням від її використання.
Якщо систолічний артеріальний тиск опуститься нижче 90 мм рт.ст. протягом днів після травми, кровопостачання спинного мозку може бути зменшено, що призведе до подальшого пошкодження. Таким чином, важливо підтримувати артеріальний тиск, що може здійснюватися за допомогою внутрішньовенних рідин та вазопресорів. Використовувані вазопресори включають фенілефрин, дофамін або норадреналін. Середнє артеріальний тиск моніториться та підтримується на рівні 85-90 мм рт.ст. протягом семи днів після травми. Лікування шоку від втрати крові відрізняється від лікування нейрогенного шоку, тому необхідно визначити причину шоку. Однак можливе існування обох причин одночасно. Ще одним важливим аспектом догляду є запобігання недостатньої кількості кисню в крові, що також може негативно вплинути на спинний мозок. У осіб із шийними або високими грудними травмами можуть спостерігатися небезпечні брадикардії (сповільнення серцебиття) ; для його прискорення може застосовуватися атропін.
Кортикостероїдний препарат метилпреднізолон був вивчений для застосування при спинальних травмах з надією обмежити набряк та вторинну травму. Оскільки не виявляється довготривалого покращення, але досить часто виникали шлунково-кишкова кровотеча та інфекція, його використання не рекомендувалося вже станом на 2018 рік. Його застосування при травматичному ураженні мозку також не рекомендується.
Хірургічне втручання може бути корисним, наприклад, щоб зняти надлишковий тиск на спинний мозок, стабілізувати хребет або усунути зміщення хребців. Хірургія також необхідна у випадків механічного здавлення, наприклад, кістковими уламками, гематомами або залишеними предметами при проникаючих травмах. Хоча ідеальний термін операції досі обговорюється, дослідження виявили, що раннє хірургічне втручання (протягом 24 годин після травми) дає кращі результати. Необхідність хірургічного втручання є суперечливою, оскільки є потенційні ускладнення (наприклад, зараження), тому лікарі повинні вирішити, чи робити операцію, виходячи з аспектів стану пацієнта та власних переконань про його ризики та вигоди. У випадках, коли вибирається більш консервативний підхід, застосовується постільний режим, шийні коміри, імобілізуючі пристрої та, можливо, витягнення хребта. Хірурги можуть вирішити поставити витягувальний пристрій на хребет, щоби зняти тиск зі спинного мозку, але міжхребцева кила може стати на заваді такій декомпресії..

### Реабілітація
Спінальні пацієнти часто потребують розширеного лікування в спеціалізованому відділенні або реанімації. Процес реабілітації зазвичай починається ще в гострому періоді. Зазвичай стаціонарна фаза триває 8–12 тижнів, а потім амбулаторна реабілітаційна фаза триває 3–12 місяців після цього, після чого проводиться щорічна медична та функціональна оцінка. Фізіотерапевти, ерготерапевти, реабілітологи, медсестри, соціальні працівники, психологи та інші медичні працівники працюють в команді під координацією лікаря щоби розробити план заходів, що відповідає стану людини.

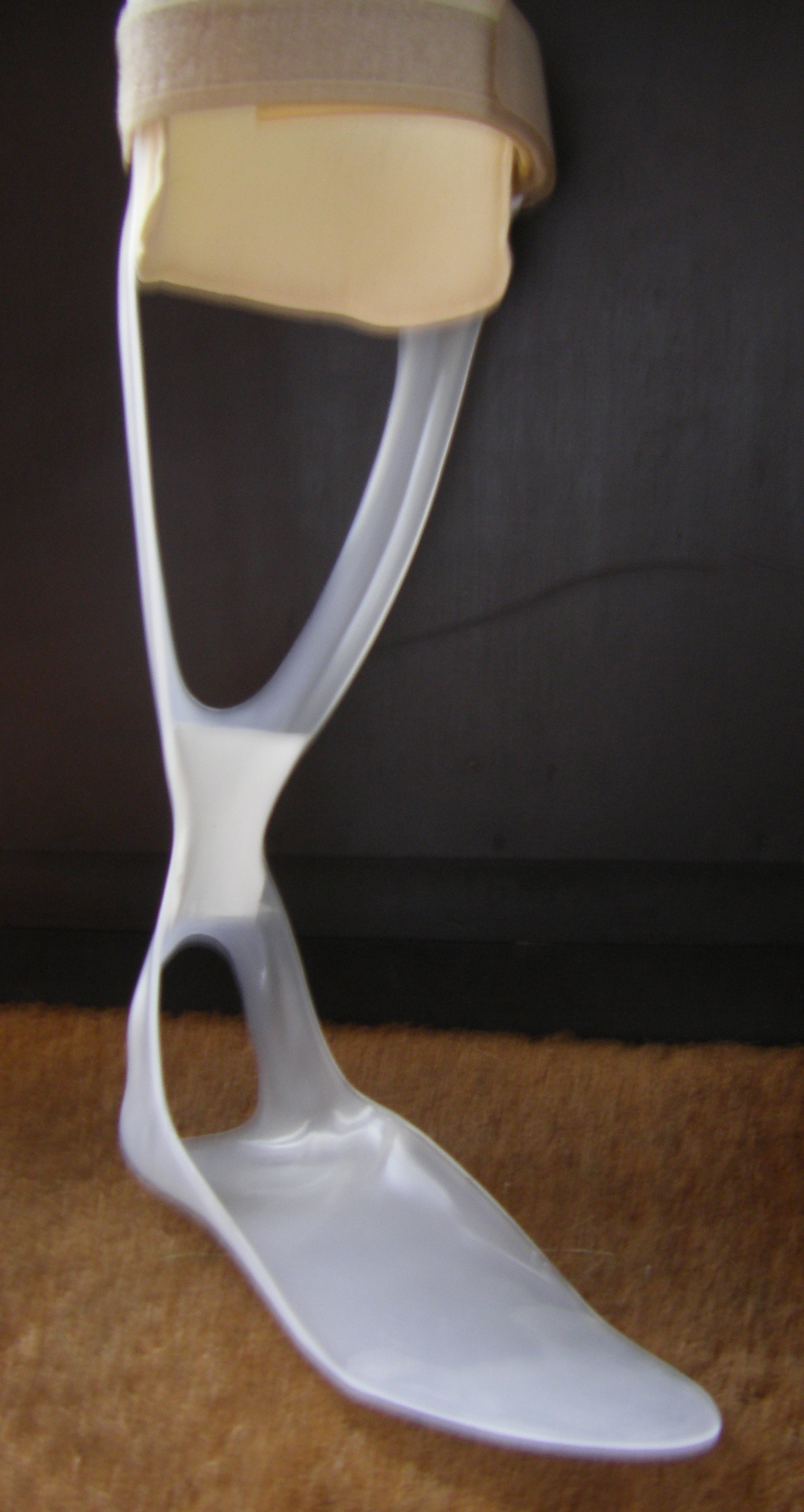
Ортопедичні прилади, такі як гомілковоступневі ортези, можуть допомогти при ході.

У гострій фазі фізіотерапевти фокусуються на респіраторному стані пацієнта, запобіганні непрямих ускладнень (таких, як пролежні), підтримці обсягу рухів та сили м'язів.
Для осіб, рівень ушкодження яких досить високий і присутні проблеми з диханням, великий акцент робиться на очищенні дихальних шляхів на цьому етапі одужання. Слабкість дихальних м'язів погіршує здатність ефективно кашляти, дозволяючи виділенням накопичуватися в легенях. Оскільки пацієнти-спінальники страждають від зниження загальної ємності легенів, фізичні терапевти навчають їх допоміжним методам дихання (наприклад, апікальному диханню, глософарингеальному диханню), які зазвичай не використовуються здоровими людьми. Лікувальна фізкультура для очищення дихальних шляхів може включати ручні перкусії та вібрації, постуральний дренаж, тренування дихальних м'язів та методи асистованого кашлю. Пацієнтів навчають підвищувати внутрішньочеревний тиск, нахиляючись вперед, щоб викликати кашель та очищення дихальних шляхів від м'яких виділень, терапевт чинить тиск на живіт в ритмі кашлю, щоб максимізувати експіраторний потік і мобілізувати виділення. Ручне стиснення живота — ще одна методика, що використовується для збільшення експіраторного потоку, який згодом покращує кашель. Також використовують штучну вентиляцію легень.
На величину функціонального одужання та незалежності в щоденній фізичній активності, впливає рівень та тяжкість травми. Людям зі спинальною травмою, можливо, в майбутньому доведеться використовувати спеціалізовані пристрої та змінювати своє оточення, щоби здійснювати догляд за собою й жити максимально самостійно. Слабкі суглоби можна стабілізувати за допомогою таких приладів, як ортези гомілковостопного суглоба та коліна, при цьому хода все одно може потребувати великих зусиль. Проте, збільшення активності підвищить шанси на одужання.

## Прогноз

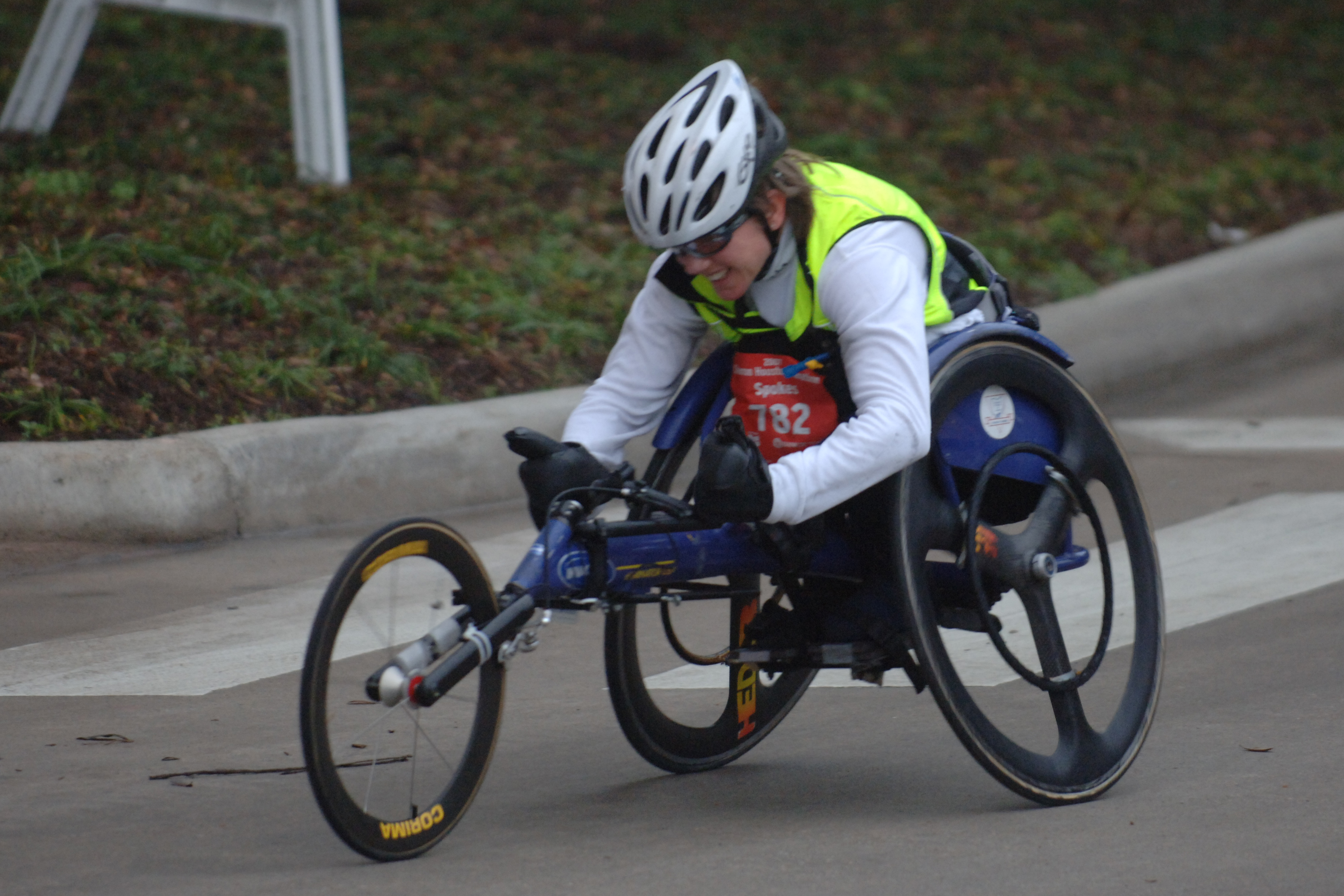
Холлі Костер отримала травму хребта внаслідок ДТП і тепер вона одна з гонщиків-параолімпійців.

Травми спинного мозку зазвичай призводять до принаймні деяких невиліковних порушень навіть при найкращому лікуванні. Найкращий попередній прогноз на основі рівню та ступеню травми обчислюється за шкалою порушення ASIA. Неврологічний бал за початковою оцінкою, зроблений через 72 години після травми, є найкращим прогнозувачем того, скільки функцій повернеться. Більшість людей з показниками АСІА А (повне травмування) не мають функціонального відновлення моторики, але можливе поліпшення. Більшість пацієнтів з неповними травмами відновлюють хоча б якусь функцію. Шанси на відновлення здатності ходити покращуються з кожним ступенем AIS, виявленим при первинному обстеженні; наприклад, оцінка ASIA D дає кращі шанси на ходьбу, ніж оцінка С. Симптоми неповних травм можуть відрізнятися, і важко зробити точний прогноз результату. Людина з легкою, неповною травмою хребця Т5 матиме набагато кращі шанси використовувати свої ноги, ніж людина з важкою, повною травмою того ж рівню. З неповних спинальних синдромів синдром Брауна-Секара та центрального канатика має найкращий прогноз на одужання, а синдром переднього мозку — найгірший.
Було виявлено, що люди з нетравматичними причинами спинальних пошкоджень рідше зазнають повних травм та деяких ускладнень, таких як пролежні й тромбоз глибоких вен, а також у них менш тривале перебування в лікарні. Їх результати на функціональних тестах були кращими, ніж у людей з травматичними ураженнями спинного мозку при надходженні в лікарню, але коли вони проходили тестування після виписки, результати обох груп були однаковими. Окрім повноти та рівню травми, вік та супутні проблеми зі здоров'ям впливають на ступінь самостійності самообслуговування та ходи. Однак, як правило, люди з травмами L3 або нижче, ймовірно, зможуть функціонально ходити, T10 і нижче, щоб ходити по дому з ходунками, а C7 і нижче жити незалежно. Нові методи терапії починають давати надію на кращі результати у таких пацієнтів, але більшість перебуває на стадії вивчення й експериментів.
Одним з важливих прогнозів відновлення моторики в кожній конкретній зоні є наявність відчуттів у ній, особливо сприйняття болю. В більшості випадків відновлення моторики відбувається в перший рік після травми, але невеличкі покращення можуть відбуватися протягом декількох років. Сенсорне відновлення більш обмежене. Відновлення, як правило, найшвидше протягом перших шести місяців. Спинномозковий шок, при якому пригнічуються рефлекси, виникає відразу після травми і в основному проходить протягом трьох місяців, але продовжує поступово зменшуватися ще протягом 15.
Сексуальна дисфункція після травми хребта є загальною проблемою. Можуть виникнути еректильна дисфункція, втрата здатності до еякуляції, недостатня лубрикація вагіни, зменшення відчуттів та порушення здатності до оргазму. Незважаючи на це, багато людей навчаються адаптувати свої сексуальні практики, щоб могти вести сексуальне життя.
Незважаючи на те, що тривалість життя збільшилася за допомогою кращих варіантів догляду, вона все ще не настільки хороша, як у здорового населення. Чим вищий рівень травми, і чим повніша травма спинного мозку, тим більше скорочення тривалості життя. Протягом першого року після травми смертність все ще дуже висока.

## Епідеміологія
По всьому світі кількість первинних спинальних травм від 1995 р. коливається від 10,4 до 83 осіб на мільйон за рік. Такий широкий діапазон чисел, ймовірно, частково пояснюється різницями між регіонами й сповіщенням про них. У Північній Америці близько 39 осіб на кожен мільйон зазнають травми спинного мозку щороку, а в Західній Європі захворюваність становить 16 осіб на мільйон. У Сполучених Штатах частота ураження спинного мозку оцінюється приблизно в 40 випадків на 1 мільйон людей на рік або близько 12 000 випадків на рік. У Китаї захворюваність становить приблизно 60 000 на рік. Орієнтовна кількість осіб з різними періодами спинальних травм у світі становить від 236 до 4187 осіб на 1 мільйон. Оцінки сильно різняться через різницю в способах збору й обробки інформації. Мало інформації доступно з Азії, а ще менше — з Африки та Південної Америки. У Західній Європі прогнозована поширеність становить 300 на мільйон людей, а в Північній Америці — 853 на мільйон. Він оцінюється в 440 на мільйон в Ірані, 526 на мільйон в Ісландії та 681 на мільйон в Австралії. У Сполучених Штатах налічується від 225 000 до 296 000 осіб, які живуть із наслідками травми спинного мозку а в різних дослідженнях було оцінено поширеність від 525 до 906 на мільйон.
Спинальні порушення присутні приблизно у 2 % усіх випадків важкої непроникаючої травми. У 44 % випадків спинальної травми одночасно присутні й інші серйозні травми; 14 % спинальних хворих також страждають від травми голови або обличчя. Інші часто пов'язані з цим травми включають травми грудної клітки, травми живота, переломи тазу та переломи довгих кісток.
Чотири з п'яти травматичних пошкоджень спинного мозку припадає на чоловіків. Більшість цих травм трапляються у чоловіків до 30 років. Середній вік на момент травми поступово збільшився з приблизно 29 років в 1970 — х роках до 41 на сьогодні. Відсоток травм є найнижчим у дітей, найвищий в пізньому підлітковому віці до двадцяти й одразу після двадцяти років, а далі стає все нижчим у старших вікових групах. У Швеції від 50 до 70 % усіх випадків спинальних травм спостерігаються у людей до 30 років, а 25 % — у людей старше 50 років. Хоча рівень травм спинного мозку найвищий серед людей віком від 15 до 20 років, менше 3 % їх зустрічається у людей до 15 років. Неонатальні спинальні травми зустрічаються у кожного з 60000 народжених, наприклад, від важких пологів або травм щипцями. Різниця між статями зменшується при травмах у віці 3 та молодших років. Ще одна причина дитячої травми — це жорстоке поводження з дітьми, наприклад, синдром струшеної дитини. Для дітей найчастішою причиною спинальної травми (56 %) є аварії транспортних засобів. Велика кількість пошкоджень спинного мозку серед підлітків в основному пояснюється дорожньо-транспортними пригодами та спортивними травмами. Для людей старше 65 років падіння є найпоширенішою причиною травм травматичного пошкодження спинного мозку. Літні люди та люди з важким артритом мають високий ризик спинальних пошкоджень через дефекти спинного стовпа. У нетравматичних спинальних порушень різниця між статями менша, середній вік хворого, а неповні ураження частіше.

## Історія

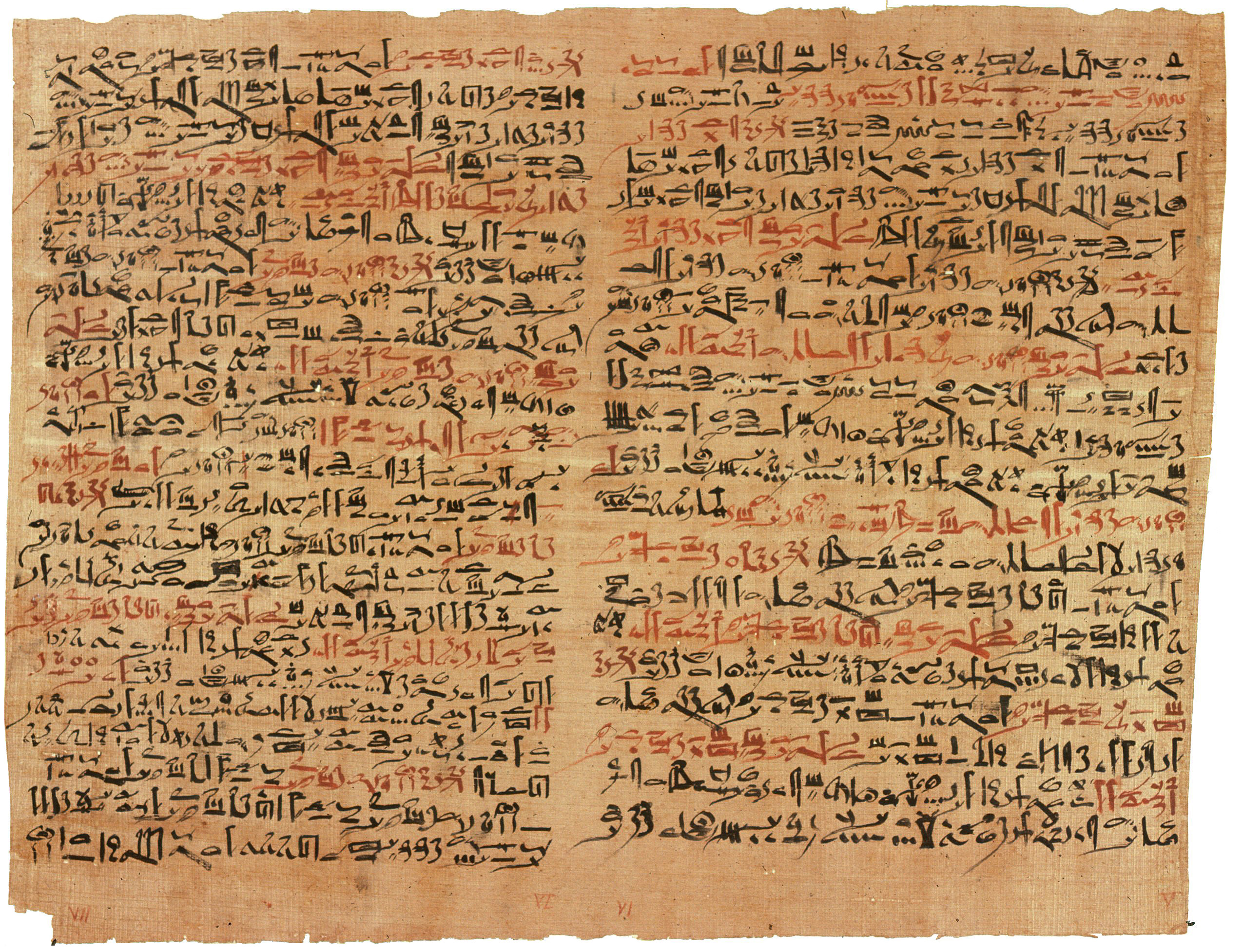
Давньоєгипетський папірус Едвіна Сміта — найдавніший відомий опис травми спинного мозку.

Давньоєгипетський папірус Едвіна Сміта з 2500 р. до н. е., містить перший відомий опис травми, говорить, що це «не лікується». Індуїстські тексти, що відносяться до 1800 р. До н. е., також згадують спинальну травму й описують методи витяжіння хребта. Грецький лікар Гіппократ, народжений у V столітті до нашої ери, описав спинальну травму та винайшов тягові пристрої для вправляння вивихнутих хребців. Але тільки Авл Корнелій Цельс, народжений 30 років до н. е. писав, що травма шийного відділу викликає швидку смерть і при цьому вражається спинний мозок. У другому столітті нашої ери грецький лікар Гален експериментував на мавпах і повідомив, що горизонтальний розріз спинного мозку змусив їх втратити відчуття і рух нижче рівня розрізу. Грецький лікар сьомого століття Пол Егейський описав хірургічні методи лікування зламаних хребців шляхом видалення кісткових уламків, а також операцію з зняття тиску на хребет. Протягом середньовіччя в Європі був досягнутий лише невеликий медичний прогрес. Лише Леонардо да Вінчі та Андреас Везалій, в епоху Відродження, точно зобразили хребет і нерви на малюнках анатомії людини.
У 1762 році хірург на ім'я Анре Луї видалив кулю з поперекового відділу хребта пацієнта, чим відновив рух у ногах. У 1829 році хірург Гілпін Сміт провів успішну ламінектомію, яка покращила відчуття пацієнта. Однак думка про те, що спинальна травма не піддається лікуванню, залишалася переважаючою до початку 20 століття. У 1934 р. Рівень смертності в перші два роки після травми становив понад 80 %, в основному через інфекції сечовивідних шляхів та пролежні. Лише в другій половині століття прориви в області візуалізації, хірургії, медичної допомоги та реабілітаційної медицини сприяли суттєвому поліпшенню догляду за спинальними пацієнтами. Створенню невідкладної медичної допомоги для професійного транспортування людей до лікарні частково завдячуємо покращенням результатів з 1970-х років. Покращення догляду супроводжувалося збільшенням тривалості життя людей спинальними травмами приблизно на 2000 % з 1940 р.

## Напрямки досліджень
Вчені досліджують різні способи лікування травм спинного мозку. Терапевтичні дослідження зосереджені на двох основних напрямках: нейропротекція та нейрорегенерація. Перший прагне запобігти тій шкоді, яка заподіяна вторинною травмою протягом декількох тижнів після первинного ураження, а друга має на меті відновити розірвані шляхи спинного мозку, щоби сприяти відновленню функції. Нейропротекторні препарати спрямовані на вторинні пошкодження, включаючи запалення, пошкодження вільними радикалами, екситотоксичність (пошкодження нейронів надмірною сигналізацією про глутамінову кислоту) та апоптоз (самознищення клітин). Кілька потенційно нейропротекторних агентів, які націлюють такі шляхи, підлягають дослідженню в клінічних дослідженнях на людях.

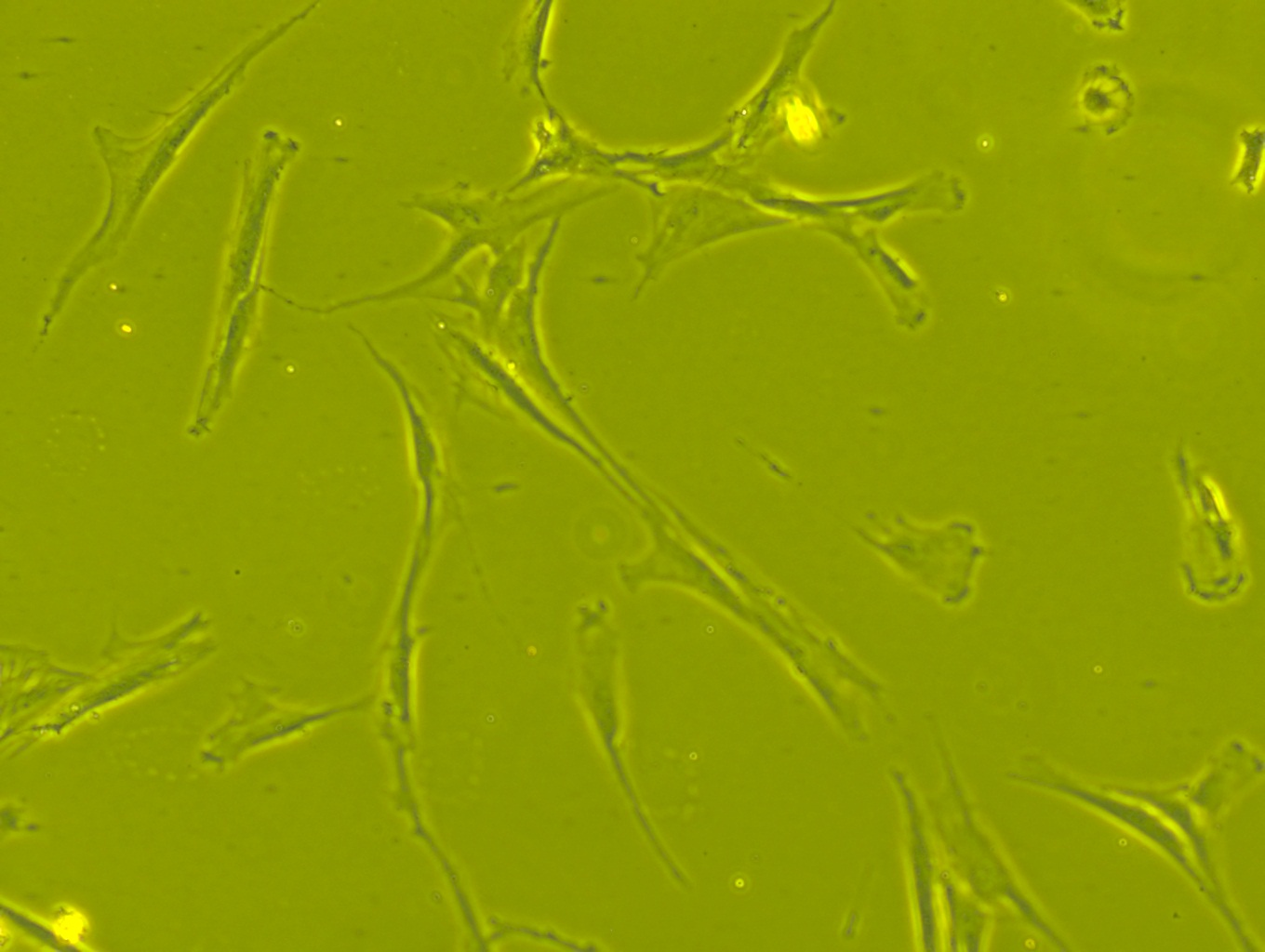
Мезенхімальні стовбурові клітини людського кісткового мозку, що спостерігаються під фазовим контрастним мікроскопом (збільшення 63 х)

Трансплантація стовбурових клітин є важливим напрямком досліджень. Мета полягає в тому, щоб замінити втрачені клітини спинного мозку, дозволити повторне з'єднання в розірваних нервових ланцюгах шляхом повторного відростання аксонів та створення середовища в тканинах, сприятливих для росту. Ключовим напрямком досліджень у галузі спинальних травм є дослідження стовбурових клітин, які здатні диференціюватися на інші типи клітин, особливо на ті, що втрачені після спинальної травми. Типи клітин, які досліджуються, включають ембріональні стовбурові клітини, нейронні стовбурові клітини, мезенхімальні стовбурові клітини, нюхові захисні клітини, клітини Шванна, активовані макрофаги та індуковані плюрипотентні стовбурові клітини. Проведено сотні досліджень стовбурових клітин на людях із перспективними, але непереконливими результатами. Постійне випробування Фази 2 (з фаз клінічного дослідження) у 2016 році представило дані показують, що через 90 днів 2 з 4 суб'єктів вже покращили два рухові рівні і, таким чином, вже досягли своєї кінцевої точки відновлення.
Інший тип підходу — це інженерія тканин, що використовує біоматеріали, які здатні допомогти у відновленні пошкоджених тканин. До біоматеріалів, які досліджуються, належать природні речовини, такі як колаген або агароза, та синтетичні речовини, такі як полімери та нітроцелюлоза. Ці матеріали також можуть бути використані як засіб для доставки генної терапії тканинам.
Однією з проспектів, що дозволяють паралізованим пацієнтам ходити, а також допомагати реабілітувати осіб, які мають певну здатність до ходьби, є використання активних підсилюючих екзоскелетів. Кілька таких пристроїв уже доступні до продажу, але все ще триває розслідування щодо того, як їх зробити кориснішими.

Попередні дослідження епідуральних стимуляторів при повних травмах спинного мозку продемонстрували певне поліпшення.